# Erligangcultuur
Erligangcultuur een Chinese cultuur uit de bronstijd. De cultuur is genoemd naar Erligang, een heuvel aan de zuidoostelijke rand van Zhengzhou in de huidige provincie Henan. De vindplaats wordt beschouwd als representatief (typesite) voor de gelijknamige cultuur. De Erligangcultuur wordt bij benadering gedateerd tussen 1600 en 1400 v.Chr. en wordt met name door Chinese archeologen in verband gebracht met de Shang-dynastie. Volgens hen gaat het hier om de resten van Ao (隞, ook wel 囂, Xiao). Dat was volgens de traditionele historische bronnen de voorlaatste hoofdstad van de Shang-dynastie.